# Leiopus linnei
Leiopus linnei är en skalbaggsart som beskrevs av Wallin, Nýlander, Kvamme, Nýlander och Kvamme 2009. Leiopus linnei ingår i släktet Leiopus och familjen långhorningar.
Artens utbredningsområde är Frankrike. Arten är reproducerande i Sverige. Inga underarter finns listade i Catalogue of Life.